# Papatlas
Papatlas är en ort i Mexiko.   Den ligger i kommunen Matlapa och delstaten San Luis Potosí, i den sydöstra delen av landet, 220 km norr om huvudstaden Mexico City. Papatlas ligger 128 meter över havet och antalet invånare är 523.
Terrängen runt Papatlas är kuperad söderut, men norrut är den platt. Runt Papatlas är det ganska tätbefolkat, med 179 invånare per kvadratkilometer. Närmaste större samhälle är Tamazunchale, 11,9 km söder om Papatlas. Omgivningarna runt Papatlas är en mosaik av jordbruksmark och naturlig växtlighet.